# Various Positions
Various Positions — сьомий студійний альбом канадського автора та виконавця пісень Леонарда Коена, представлений 11 грудня 1984 у Канаді та в лютому 1985 року — у США і Європі на лейблі Columbia Records.
Платівка досягла #3 позиції у чарті Норвегії, та #52 — у Великій Британії.

## Про альбом
Після запису попереднього альбому Recent Songs Леонард Коен не представляв нових робіт протягом 5 років. У 2001 році в інтерв'ю журналу Mojo музикант пояснив, що його діти в цей час проживали на півдні Франції, тому музикант багато часу витрачав на подорожі до них. Окрім того, Коен працював над своєю книгою Book of Mercy і таки помалу створював новий музичний матеріал, який і було представлено у Various Positions.
Запис альбому проходив влітку 1983 року у Нью-Йорку. Починаючи із Various Positions, Коен починає все більше використовувати сучасне звучання у своїх альбомах, застосовуючи синтезатори, а також додаючи жіночий бек-вокал. Columbia Records відмовились випускати альбом у США, вважаючи, що він не принесе комерційного вигоди. Зважаючи на успіх таких композицій альбому як, наприклад, «Hallelujah», це рішення представників лейблу видається досить дивним. У США альбом вийшов лише через декілька місяців після канадського релізу із допомогою компанії Passport Records.
Columbia таки включила цей альбом у свій каталог у 1990 році, коли перевидавали дискографію музиканта на CD. У 1995 році було представлено ремастеринг-версію платівки.

## Список композицій
| Сторона 1 | Сторона 1                     | Сторона 1  |
| #         | Назва                         | Тривалість |
| --------- | ----------------------------- | ---------- |
| 1.        | «Dance Me to the End of Love» | 4:38       |
| 2.        | «Coming Back to You»          | 3:32       |
| 3.        | «The Law»                     | 4:27       |
| 4.        | «Night Comes On»              | 4:40       |

| Сторона 2 | Сторона 2                 | Сторона 2  |
| #         | Назва                     | Тривалість |
| --------- | ------------------------- | ---------- |
| 1.        | «Hallelujah»              | 4:36       |
| 2.        | «The Captain»             | 4:06       |
| 3.        | «Hunter's Lullaby»        | 2:24       |
| 4.        | «Heart with No Companion» | 3:04       |
| 5.        | «If It Be Your Will»      | 3:43       |